# Aequorea atrikeelis
Aequorea atrikeelis is een hydroïdpoliep uit de familie Aequoreidae. De poliep komt uit het geslacht Aequorea. Aequorea atrikeelis werd in 2009 voor het eerst wetenschappelijk beschreven door Lin, Xu, Huang & Wang. 